# Il monaco e l'abate
"Il monaco e l’abate" è la IV novella della I giornata del Decameron, scritto da Giovanni Boccaccio. Il narratore della novella è Dioneo. Il tema è libero.

## Personaggi della novella
Il monaco

È un giovane monaco che è entrato da poco in convento e non è ancora stato segnato da digiuni e veglie. Al monaco non sono ancora state spiegate le particolarità della regola che vieta ai religiosi di giacere con le donne. Durante il corso della novella, spinto dal desiderio carnale, si macchia di peccato giacendo con una ragazza.
L’abate

È il superiore dell’abbazia ed è un anziano che segue da molti anni le regole della Chiesa. Provando pietà per la donna che ha giaciuto col monaco, la conforta macchiandosi dello stesso peccato del monaco.
La ragazza

È probabilmente figlia di un contadino della Lunigiana; incontra il monaco mentre raccoglie delle erbe e lo segue nel convento. Si concederà anche all’abate, che cerca di consolarla dopo che la giovane ha provato vergogna per il peccato commesso.

## Trama della novella
Un monaco da poco entrato in monastero, passeggiando mentre gli altri monaci dormono, incontra una ragazza, figlia di contadini del posto, intenta a raccogliere erbe in un campo. Il ragazzo, preso improvvisamente da ardente desiderio carnale, convince la giovane a seguirlo fino in convento e giace con lei commettendo peccato. L’abate, sentendo dei rumori provenire dalla cella del monaco, si sveglia e comprende che questi sta commettendo peccato. Il monaco sente i passi dell’abate e sapendo di essere stato scoperto mette a punto un piano. 
Esce dalla cella chiudendola; consegnando la chiave all’abate gli dice che sarebbe andato a cogliere la legna. L’abate, non pensando che il monaco avesse capito di essere stato scoperto, acconsente e appena il monaco si allontana pensa a come punirlo: mettendolo in cattiva luce davanti ai confratelli. Credendo però che sia la ragazza sia il padre di lei avrebbero ricevuto molta vergogna dalla vicenda, pensa che prima avrebbe voluto incontrare la ragazza per sapere cosa era successo.
La giovane, vedendo entrare l’abate, comincia a piangere per la vergogna ma l’abate, anch’egli colto da desideri peccaminosi nei confronti della donna, giace con lei consolandola con abbracci e baci. 
Nel mentre il monaco si è nascosto nel dormitorio (non andando in verità a cogliere la legna) e vede l’abate giacere con la donna nella propria cella.
L’abate, dopo essere rientrato nelle sue stanze, fa chiamare il monaco e cerca di farlo incarcerare ma questi risponde che nessuno gli ha spiegato le regole del monastero, per cui sarebbe vietato giacere con le donne. Gli rivela inoltre di averlo visto commettere peccato e perciò il monaco viene perdonato. La giovane viene fatta uscire dall’abbazia ed entrambi i monaci continueranno nel tempo a concedersi con lei i consueti piaceri.